# Боровський Ярослав Євгенович
Боровський Ярослав Євгенович (20 червня 1937, Ямпіль — 15 жовтня 2003, Київ) — український дослідник історії, археолог, науковий співробітник Київської експедиції Інституту археології НАН України, кандидат філологічних наук.

## Життєпис
«Звіти» експедиції Я. Боровського за 1973—1982 рр., що зберігаються в архіві Інституту археології НАН України, свідчать про його активну участь у найвизначніших розкопках у Києві у 1970—2000 роках, починаючи від дослідження мурованого палацу княгині Ольги на Старокиївській горі та знаменитих дерев'яних зрубів на Подолі.
Під його керівництвом розкриті численні могильники, садиби, вулиці, житлові та ремісничі комплекси X—XIII ст. у «граді Володимира» та «граді Ярослава», на Копиревому кінці та Щекавиці. Це — різні ділянки вулиць Володимирської, Великої Житомирської, Рейтарської, Стрітенської, Золотоворітської, у Киянівському провулку та на горі Дитинець.
Брав участь у написанні колективних праць «Новое в археологии Киева» (1981), «История Киева» (т. 1, 1982), «Давня історія України» (т. 3, 2000), «Історія української культури» (т. 1, 2001; усі — Київ).
Лауреат Державної премії УРСР в галузі науки і техніки (1983 рік).

## Праці
- Мифологический мир древних киевлян. — К.: Наукова думка, 1982. — 104 с.: ил. (рос.)
- Походження Києва: Історіограф. нарис. — К.: Наукова думка, 1981. — 151 с.: іл.
- Світогляд давніх киян. — К.: Наукова думка, 1992. — 176 с.: іл. — Бібліогр.: С. 168—171.
- Знаки на прясницях // Проблеми походження істор. розвитку слов'ян. К., 1997.